# Sandersiella acuminata
Sandersiella acuminata — вид ракоподібних класу Цефалокариди (Cephalocarida). Рачок завдовжки 2-4 мм.

## Поширення
Вид поширений у Тихому океані поблизу узбережжя Японії.